# Saint-Leu (illa de la Reunió)
Saint-Leu és un municipi de l'illa de la Reunió. L'any 2011 tenia 31.837 habitants. Limita amb Avirons, Cilaos i Trois-Bassins.

## Administració
| Període | Identitat                   | Partit |
| ------- | --------------------------- | ------ |
| 2008-   | Thierry Jean Bernard Robert | MoDem  |